# 解放的悲劇：中國革命史1945-1957
解放的悲劇：中國革命史1945-1957是馮客的一本著作，該著作取材自政府档案、采访以及其他人的回忆录。萧叶将其翻译成繁体字，繁体中文版由聯經出版公司出版。 
有觀點認為，与国共内战以及大跃进相比，中华人民共和国剛建國的一段歲月是相對和平和富有建設性的。不過馮客在書中並不這樣認為，他認為中華人民共和國剛建國的時期就是一段“精心策划的恐怖和系统性暴力”的时代，  此時中国共产党就已經向人民洗腦，而且中共實行错误的经济政策阻碍了經濟的增长，传统的社会关系被破壞，在中華人民共和国成立后的头十年内就有500万人非正常死亡。 

## 評價

### 大众媒体
星期日泰晤士報刊登了一篇署名是迈克尔·谢里丹（Michael Sheridan）的評論文章，作者表示，這本書中列举的新证据将讓主流学术界重新審視這段歷史，甚至涉及中華人民共和國建國初期的《剑桥中国史》第14卷将不得不重写。” 
金融时报刊登的藍詩玲的一篇文章指出，作者通过挖掘海量档案和當時的报告、调查、演讲和回忆录，探討中國共产党的執政对农民、工厂工人、企业家、学生、僧侣等社會各階級人群的影响。中共的殘暴以及民众的反抗都被作者一一揭露。 
南華早報刊登的署名是马克·奥尼尔（Mark O'Neill）的評論文章指出，这本书是“任何想了解共产主义国家性质和历史的人必读的书”。 罗杰·加塞德（Roger Garside）指出：“有人認為从1949年所謂的‘解放’到1958年大跃进的這段時是‘黄金时代’，对于太多中国以外的人来说，很多人認為在这个时期，即使是非共产党人也支持共產黨。但這本書告訴我們，當時並不是這樣的。” 

### 批评
历史学家亚当·卡思卡特 (Adam Cathcart) 認為，書中的有些資料並不是真的，“冯客可能根本不关心來源的真實性，他可能為了證明‘东北老百姓饿死数十万人’而不惜引用不真實的資料和來源來證明這一點。” 
学者布莱恩·德马尔 (Brian DeMare) 提到書中暗示地主是中共虚构出來的的東西，  即作者在書中暗示中国實際上是不存在地主的。然而，作者為了證明這一點，他引用了我寫的论文，我只是在论文中探討地主这个词是不是一個外来词，但可以肯定的是，就地主這個概念來說，中国實際上有很多地主。” 